# Bischbrunn
Bischbrunn là một đô thị thuộc huyện Main-Spessart, bang Bayern, Đức trong Regierungsbezirk Lower Franconia (Unterfranken) bang Bayern, Đức và thuộc Verwaltungsgemeinschaft (Cộng đồng hành chính) Marktheidenfeld.